# Gradac (Pale)
Pour les articles homonymes, voir Gradac.
Gradac (en serbe cyrillique : Градац) est un village de Bosnie-Herzégovine. Il est situé sur le territoire de la ville d'Istočno Sarajevo, dans la municipalité de Pale et dans la république serbe de Bosnie. Selon les premiers résultats du recensement bosnien de 2013, il compte 15 habitants.

## Géographie
Le village est situé à l'ouest du mont Romanija, sur les bords de la rivière Jasenova.

## Démographie

### Évolution historique de la population dans la localité
| 1948 | 1953 | 1961 | 1971 | 1981 | 1991 | 2013 |
| ---- | ---- | ---- | ---- | ---- | ---- | ---- |
| -    | -    | 160  | 152  | 97   | 76   | 15   |

|  |

### Répartition de la population par nationalités (1991)
En 1991, les 76 habitants du village étaient tous serbes.